# Pierre Werner

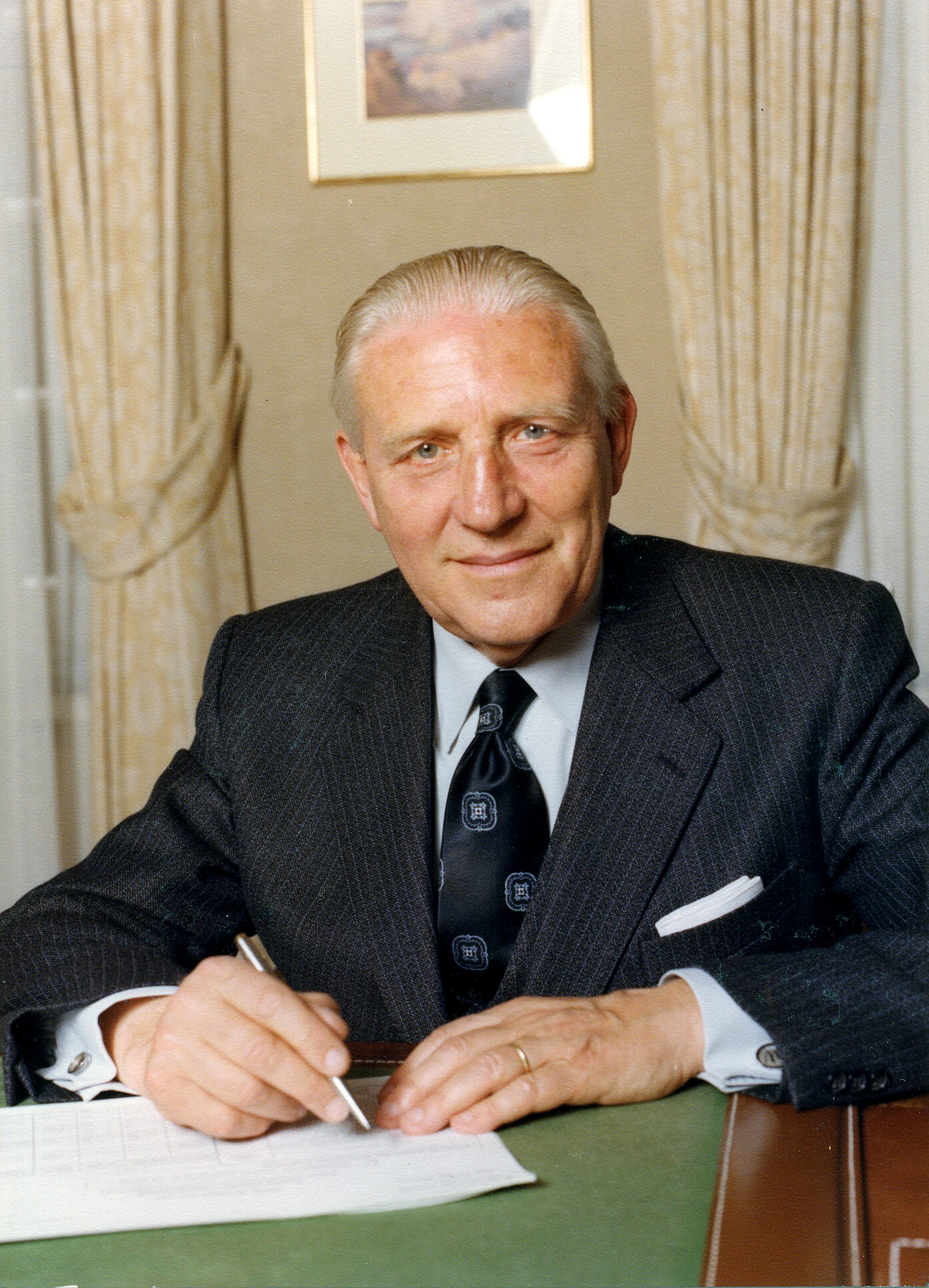
Pierre Werner

Pierre Werner (* 29. Dezember 1913 in Saint André bei Lille, Frankreich; † 24. Juni 2002 in Luxemburg) war ein luxemburgischer Politiker (CSV).

## Ausbildung und erste Tätigkeiten
Pierre Werner wurde in Frankreich als Sohn luxemburgischer Eltern geboren. Er war lange Zeit, von 1959 bis 1974 und noch einmal von 1979 bis 1984 Premierminister von Luxemburg.
Er studierte an der rechtswissenschaftlichen Fakultät der Universität von Paris sowie an der École libre des sciences politiques (1935–1938). In dieser Zeit war er Mitglied bei mehreren luxemburgischen und internationalen Studentenbewegungen, darunter Pax Romana ICMICA (International Catholic Movement for Intellectual and Cultural Affairs), deren Vizepräsident er 1937 wurde.
Nachdem er 1938 in Luxemburg in Rechtswissenschaften promoviert hatte, trat er in die Dienste der Banque Générale du Luxembourg, bei der er bis Oktober 1944 für das Sekretariat der Geschäftsleitung tätig war. Ab 1942 arbeitete er mit dem französischen Widerstandsnetz der Familie Martin zusammen und konnte der im Londoner Exil befindlichen luxemburgischen Regierung verschiedene Nachrichten übermitteln. Nach dem Krieg wurde Pierre Werner Attaché im luxemburgischen Finanzministerium. 1945 wurde er zum Kommissar zur Bankenaufsichtskontrolle ernannt. Diese Funktion übte er bis 1949 aus – neben einer Tätigkeit als Regierungsrat. Seine Zuständigkeiten umfassten die Organisation der Bankenaufsicht, des Kreditmarkts und der internationalen Zusammenarbeit im Finanzbereich. Diese Aufgaben ermöglichten ihm, zwei neu geschaffene internationale Finanzinstitutionen kennenzulernen: den Internationalen Währungsfonds (IWF) und die Weltbank.
Zusammen mit Jean Monnet engagierte sich Pierre Werner zudem im Aktionsausschuss für die Vereinigten Staaten von Europa. Später wurde er Gründungsmitglied der Fondation Jean Monnet pour l’Europe in Lausanne. Als Aktivist der christlich-sozialen Volkspartei (CSV-PCS), der christdemokratischen Partei Luxemburgs, wurde er im Dezember 1953 Finanz- und Verteidigungsminister, nachdem Regierungschef Pierre Dupong überraschend verstorben war. In den 1960er Jahren leistete er wesentliche Beiträge zu den Grundlagen der Europäischen Gemeinschaft. Sein 1970 vorgeschlagener Plan, der sogenannte Werner-Plan, leitete den ersten Versuch der Gründung einer europäischen Währungsunion ein. Er wurde allerdings wegen der wirtschaftlichen Probleme zu Beginn der 1970er Jahre fallengelassen und erst 1985 mit dem Delors-Plan wieder aufgenommen, der schließlich zur Gründung der Währungsunion und zur Einführung des Euro führte.
Als Regierungschef setzte sich Werner seinerzeit dafür ein, dass der erste Satellit der SES Astra durch eine Staatsgarantie finanziell abgesichert wurde. Von 1989 bis 1996 war er Präsident des Betzdorfer Unternehmens; danach erhielt er den Titel des Ehrenpräsidenten.
Pierre Werner diente ebenfalls als Namensgeber für das Institut Pierre Werner in Luxemburg.

## Politische Mandate
Von 1959 bis 1974 sowie von 1979 bis 1984 war er Ministerpräsident (Premierminister).
Mit diesem Amt waren jedes Mal mehrere Ministerressorts verbunden, darunter:
- 1954–1959: Finanz- und Verteidigungsminister
- 1959–1964: Ministerpräsident und Finanzminister
- 1964–1967: Ministerpräsident, Schatzminister, Außenminister und Justizminister
- 1967–1969: Ministerpräsident, Schatzminister, Minister für den öffentlichen Dienst
- 1969–1974: Ministerpräsident, Finanzminister, Minister für kulturelle Angelegenheiten
- 1979–1984: Ministerpräsident, Schatzminister, Minister für kulturelle Angelegenheiten

Von 1974 bis 1979 war er Abgeordneter und Vorsitzender der christlich-sozialen Parlamentsfraktion. In dieser Zeit war er ebenfalls Oppositionsführer im Parlament. 1979 gewann die CSV-PCS die luxemburgischen Parlamentswahlen. Da Pierre Werner damals auch ins Europäische Parlament gewählt wurde, verzichtete er auf dieses Mandat, um erneut Ministerpräsident zu werden. Dieses Amt hatte er bis 1984 inne und war parallel dazu Schatzminister und Minister für kulturelle und religiöse Angelegenheiten. In dieser Zeit setzte er sich dafür ein, die wirtschaftlichen und sozialen Probleme im Zusammenhang mit der schweren Stahlkrise zu lösen. Gleichzeitig stellte er die ersten Weichen für die Umsetzung einer Medienpolitik, die auf der Nutzung von Telekommunikationssatelliten basierte. Dass Luxemburg zu einem internationalen Finanzplatz aufstieg, ist zu einem Großteil Pierre Werner zu verdanken.

## Europäisches Engagement: der Werner-Bericht
Im Zuge des europäischen Gipfels von Den Haag im Jahre 1969 und des Barre-Plans von 1970 wurde Werner im März desselben Jahres auf Ersuchen des Rates der Europäischen Wirtschaftsgemeinschaft (EWG) zum Vorsitzenden eines Sachverständigenausschusses ernannt. Dieser Ausschuss war dafür zuständig, einen schrittweisen Plan zur Umsetzung der Wirtschafts- und Währungsunion (WWU) auszuarbeiten. Die Arbeit des Ausschusses mündete in den Werner-Bericht, der am 8. Oktober 1970 der Europäischen Kommission und den Regierungen der Mitgliedstaaten vorgelegt wurde.
Der bahnbrechende Bericht stellte einen Meilenstein im Europäischen Aufbauwerk dar. Vorgesehen war die Schaffung einer Wirtschafts- und Währungsunion, die in Bezug auf die Geldpolitik umfangreiche Übertragungen einzelstaatlicher Zuständigkeiten auf die Europäische Gemeinschaft mit sich brachte.
Die Umsetzung der Wirtschafts- und Währungsunion sollte in zwei Phasen erfolgen. In der ersten Phase, die drei Jahre dauern sollte und am 1. Juni 1971 begann, wurden die grundlegenden wirtschafts- und währungspolitischen Ziele nach und nach gemeinsam festgelegt. Die Wechselkursspannen zwischen den Währungen der Gemeinschaft sollten schrittweise verringert werden und Schwankungen generell auf vergleichsweise stabile Bandbreiten beschränkt bleiben. Die zweite Phase sah vor, bereits eingeleitete Maßnahmen in verbindlicherer Form weiterzuverfolgen. 1973 wurde der Europäische Fonds für währungspolitische Zusammenarbeit (FECOM) gegründet. Dieser sollte später die erforderlichen Interventionen an den Devisenmärkten vornehmen, um die monetäre Kohäsion zwischen den Mitgliedstaaten aufrechtzuerhalten. Schließlich wurde ebenfalls ein Rat zur Festlegung der gesamtwirtschaftlichen Politik der sechs Länder auf die Beine gestellt.
Die Europäische Kommission sollte auf Grundlage des Werner-Berichts ihren eigenen Plan erarbeiten, der von den sechs Ländern am 22. März 1971 angenommen wurde. Das in drei Phasen unterteilte Programm sollte noch vor Ende des Jahrzehnts in die Schaffung einer Wirtschafts- und Währungsunion münden. Trotz des politischen Willens ihrer Mitglieder geriet die Umsetzung der Wirtschafts- und Währungsunion – in deren Rahmen zunächst die Währungsschlange geschaffen wurde – durch die Weltwährungskrise im Frühjahr 1971 (Dollarkrise) und die Ölkrise von 1973 teilweise in Gefahr. Erst 1978 stellte sich eine gewisse Stabilität ein, und die Idee einer politischen Union wurde im Zuge des Europäischen Währungssystems (EWS) wieder aufgegriffen. Kern des Systems war die Rechnungseinheit gemäß Vertrag, die den Namen ECU erhielt.
1982 und 1983 kam es im EWS zu neuen Verwerfungen, worauf der Europäische Rat von Stuttgart beschloss, den Gemeinsamen Markt durch einen Binnenmarkt zu vollenden und ihn damit endgültig in eine Wirtschafts- und Währungsunion umzuwandeln. Diese Währungsunion wurde 1992 im Vertrag von Maastricht festgeschrieben und ratifiziert. Damit war der Werner-Bericht von 1971 die Grundlage für die Ausarbeitung der Währungsunion.
1971 erhielt Pierre Werner die Robert-Schuman-Medaille in Gold. Hierdurch sollte sein langjähriges europäisches Engagement – insbesondere an der Seite von Jean Monnet im Aktionsausschuss für die Vereinigten Staaten von Europa – gewürdigt werden.
Im Oktober 1998 wurde ihm von Prinz Felipe von Spanien der Prinz-von-Asturien-Preis verliehen. Grund für die Auszeichnung war sein Beitrag im Prozess zur europäischen Einheitswährung, der mit der Schaffung des Euro seinen Höhepunkt erreichte.

## Sonstige Tätigkeiten
Obschon sich Pierre Werner 1984 von der politischen Bühne verabschiedet hatte, engagierte er sich weiterhin für öffentliche und kulturelle Angelegenheiten.
So war er von 1985 bis 1987 Vorsitzender des Verwaltungsrats der Compagnie Luxembourgeoise de Télédiffusion (CLT, „Radio Luxembourg“). Von 1989 bis 1996 war er Vorsitzender des Verwaltungsrats der Société européenne des Satellites (SES). 1996 wurde er zum Ehrenpräsidenten ernannt. Im Rahmen seines letzten politischen Mandats hatte er die Grundlagen für die Gründung dieses Unternehmens geschaffen. Pierre Werner kämpfte sowohl in Luxemburg als auch im Ausland für die Durchsetzung seiner Vision eines Satelliten mittlerer Leistung, der seinem Land erlauben würde ein Vorkämpfer in Bereich der weltweiten Satellitentelekommunikation zu werden.
Als Mitglied im Aufsichtsrat der Banque Centrale du Luxembourg (BCL) trug Pierre Werner 1998 aktiv zur Gründung des Europäischen Systems der Zentralbanken bei, dessen Grundzüge er bereits 30 Jahre zuvor in seinem Bericht skizziert hatte. In diesem Rat war er bis Ende 1999 Mitglied.
Zudem war er Mitglied der Commission Nationale d’Éthique des Großherzogtums Luxemburg.
Pierre Werner starb am 24. Juni 2002 in Luxemburg.

## Familie
1939 heiratete Pierre Werner Henriette Pescatore († 1984). Aus der Ehe gingen 5 Kinder hervor: Marie-Anne, Jean, Charles, Henri und Elisabeth.
Sein Sohn Jean Werner (1941–2017) war ein bedeutender Botaniker, der sich auf die Flora der Moose spezialisiert hatte und über 100 Publikationen zum Thema veröffentlicht hat.
Bekannte Enkelkinder von Pierre Werner sind der Schauspieler Jules Werner (* 1977) und die Cellistin Annemie Osborne (* 1984).

## Bibliographie
- Pierre Werner, Itinéraires Luxembourgeois et Européens OCLC 34009350
  - Memoiren 1945 bis 1985, herausgegeben von Editions Saint-Paul, Luxemburg, 1991–92, 2 Bände OCLC 535179645

- Bericht an Rat und Kommission über die stufenweise Verwirklichung der Wirtschafts- und Währungsunion in der Gemeinschaft: Werner-Bericht, Bulletin der Europäischen Gemeinschaften, Beilage 11/70, EUR-OP, Amt für amtliche Veröffentlichungen der Europäischen Gemeinschaften, 1970

- Pierre Werner, Vers l’Union monétaire européenne, Les Cahiers rouges, Centre de recherches européennes, Lausanne, 1971. DNB 576915416

- Pierre Werner, L’Union monétaire reconsidérée, Centre de recherches européennes, Les Cahiers rouges, Lausanne, 1977 OCLC 4489118

- Pierre Werner, Ist der Europäische Rat Wegbereiter der Europäischen Union? : Vortrag, gehalten in Bonn am 21. Januar 1981. Deutsche Gesellschaft für Auswärtige Politik e. V. DNB 946628254

- Henri Rieben, A Luxembourg, au cœur du chantier européen, avec Jean Monnet et Pierre Werner, Les Cahiers rouges, Centre de recherches européennes, Lausanne, 1989. DNB 57583420X

- Aktuelle Probleme der europäischen Währungs- und Finanzpolitik beim Euroforum (internationale Studientagung) Saarbrücken, 1968

herausgegeben vom Wirtschaftsrat der CDU, Bonn, Ölbergstraße 13
- L’EURO, Vision, Histoire, Réalité Vortrag von Pierre Werner, Ehrenpräsident der luxemburgischen Regierung und ehemaliger Finanzminister, bei der Einweihung des Kulturzentrums der Caja de Asturias in Oviedo (Spanien) am 24. Oktober 1998

## Ehrungen
- 1959: Großkreuz des Verdienstordens der Bundesrepublik Deutschland
- 1983: Verdienstorden des Landes Rheinland-Pfalz